# Space Rider
Lo Space Rider è un progetto di mini-navetta spaziale automatizzata (2,2 t) in fase di studio presso l'Agenzia spaziale europea e finanziato principalmente dall'Italia. Questa navicella spaziale che utilizza il lavoro della navetta sperimentale IXV è previsto che faccia il suo debutto alla fine del 2025. Questo shuttle è progettato per consentire di eseguire esperimenti di microgravità nello spazio per un periodo di alcuni mesi sui materiali e per testare nuove tecnologie in volo, avendo la capacità di portare a terra i risultati di questi esperimenti.

## Storia
Il finanziamento è stato inizialmente approvato dall'ESA nel 2016, con il progetto gestito dal CIRA., Thales Alenia Space  con l'obiettivo di completare il progetto entro il 2019. Nel novembre 2017, l'ESA ha dato 36,7 milioni di euro a Thales Alenia Space e Avio per costruire rispettivamente il modulo di rientro ed il modulo di servizio. L'Agenzia spaziale italiana ha successivamente firmato un contratto con Virgin Galactic per un volo di ricerca suborbitale su SpaceShipTwo per ricerche relative a Space Rider. Nel novembre 2019 il Consiglio dell'ESA ha definitivamente approvato a Siviglia il programma dello Space Rider, per il quale l'Italia ha garantito un investimento di 2,282 milioni di euro, pari al 16% dell'investimento totale ESA di 14,4 milioni di euro per i programmi dei prossimi 5 anni.
Entro il 2025, l'ESA prevede di privatizzare lo Space Rider, con Arianespace come probabile operatore.

## Scopo
La navetta, grazie alla sua stiva interna apribile, potrà svolgere un'ampia gamma di esperimenti a temperatura, pressione ed esposizione alle radiazioni cosmiche controllate.
L'utilizzo del propulsore a liquido durante il volo permetterà anche esperimenti in microgravità o in assenza di gravità.
Questa amplissima varietà di condizioni e la possibilità di far rientrare sulla terra il carico, permetterà studi e ricerca scientifica in una moltitudine di campi compreso quello farmacologico.

Un altro importante obbiettivo è quello di aumentare il know-how europeo su tecnologie come quelle per il rientro atmosferico e spaziali riutilizzabili, fondamentali per i voli point-to-point tramite spazioplani e anche il turismo spaziale.
Un ulteriore possibile campo di applicazione della navetta sarà l'erogazione di servizi nello spazio, come la riparazione di satelliti rotti.

## Progettazione
Il design di Space Rider si basa sul precedente programma per il progetto Dimostratore in orbita riutilizzabile in Europa (PRIDE), e utilizza le tecnologie dell'IXV. Integrato per il lancio su un Vega C, partirà dalla Guyana francese per atterrare (dopo una permanenza massima di due mesi in orbita) su una pista sull'isola di Santa Maria, nelle Azzorre.
Lo sviluppo è affidato a diverse importanti aziende aerospaziali europee e per il 70%, in particolare, da parte dell'Italia:
- Dassault aerotermodinamica(ATD), aerodinamica(AED) e forma alare
- INCAS Test in galleria del vento
- CFS Engineering analisi ATD e AED
- Fluid Gravity LTD analisi ATD e AED
- La Sapienza analisi ATD e AED
- Safran ogiva e scia CMC e TPS
- Lockheed Martin sistema di atterraggio, ASCS, Recupero a mezz'aria
- AeroSekur Paracadute
- Sener,Elecnor,gmv analisi di missione e software GNC
- Leonardo architettura avionica
- Curtiss Wright supporto DHS
- ELV (azienda) compatibilità con il razzo vettore
- ALTEC segmento di terra e operazioni
- RUAG strutture fredde e meccanica
- Thales Alenia Space sistema di propulsione e pannelli solari

## Tecnica
La navetta si compone di due moduli: l'SR-AOM (o AVUM Orbital Module) e l'SR-RM (Re-entry Module).

Progetto dello Space Rider

### SR-AOM
Il modulo orbitale è una versione evoluta dell'AVUM+, lo stadio superiore del Vega C da cui si differenzia per l'integrazione di un impianto fotovoltaico da 1.6 Kw in grado di fornire l'energia elettrica e garantire il necessario controllo di assetto del sistema per tutta la durata della permanenza in orbita, fino alla separazione dei due moduli per il rientro sulla Terra. Al termine della missione l'SR-AOM rientrerà, distruggendosi, in atmosfera. Questo modulo orbitale è stato concepito come primo passo (AVUM Life Extension Kit o ALEK) nell'ambito del più ampio programma VEnUS (VEGA Electrical nudge Upper Stage) volto a permettere una maggiore offerta nel collocamento di satelliti fino a 1000 kg in particolari orbite fortemente ellittiche o di fuga, nel trasferimento da orbite di parcheggio ad orbite geostazionarie. Il sistema di navigazione del modulo orbitale dello Space Rider è dotato di sensori stellari, ruote di reazione coadiuvate da sistemi di controllo d'assetto a momento magnetico.

Profilo di missione dello Space Rider

### SR-RM
Il modulo che contiene il carico pagante è l'evoluzione del programma IXV dell'ESA. La zona del modulo destinata al carico utile (Multi Purpose Cargo Bay o SR MPCB), ha un volume di 1,2 m³ che può contenere (a seconda della configurazione) fino a 800 kg. Durante il periodo di permanenza in orbita, i portelloni della stiva di carico possono essere aperti e richiusi a seconda delle necessità della missione. 30 minuti prima del rientro in atmosfera, l'SR-RM si separa dall'SR-AOM, decelera da velocità ipersonica a transonica protetto dallo scudo termico per aprire poi un parafreno che lo rallenta fino a Mach 0,2 ad una altitudine compresa tra 6 e 10 km. A quel punto si dispiega un paracadute a profilo alare che permette una discesa controllata fino al sito di atterraggio. Dopo la revisione (della durata prevista dai 2 ai 6 mesi) il modulo può essere ri-allestito per un'altra missione almeno 6 volte.

## Sviluppi futuri
L'ESA ha previsto la continuazione dello sviluppo della navetta anche dopo la sua entrata in servizio. Obbiettivo primario di questa fase sarà l'aumento del volume della stiva di carico in modo da permettere il trasporto di più carichi e/o di dimensioni maggiori ad ogni missione. Un altro importante obiettivo sarà perfezionare le operazioni di missione e i requisiti per il segmento di terra insieme al consolidamento del piano aziendale di sfruttamento.